# 阿克莫拉州
阿克莫拉州（羅馬化：Aqmola oblysy）是哈薩克斯坦的一個州份，位於伊希姆河上游。田吉茲湖位於州的南界。面積146,200平方公里。人口789,015 （2024 資料）。首府科克舍套。

## 外部連結
- 官方網站 （页面存档备份，存于）